# Переможниця
Переможниця (англ. Vanquisher або Final Target) — таїландський фільм 2009 року.

## Сюжет
Прекрасна темноволоса дівчина на ім'я Ганджа з дуже виразним поглядом, яка могла б бути простою домогосподаркою, виявляється високопрофесійним агентом ЦРУ, який знає бойові мистецтва і відмінно володіє різними видами зброї. Деякий час тому їй довелося виконувати небезпечне і секретне завдання на території Таїланду, з яким вона успішно впоралася. Ось тільки після цього героїня нажила собі ворогів в особі оперативних працівників, яким було наказано вбити її будь-яким можливим для них способом. Але не так вже просто впоратися з такою вмілою жінкою. Море викинуло живу, але знесилену дівчину на берег, тому героїні вдалося вижити. Їй лише тільки довелося піти в підпілля на кілька років, щоб ситуація трохи заспокоїлася і про неї встигли забути. Минуло два роки, і Ганджа вирішила, що настав час повернутися в Бангкок, туди, де колись їй бажали смерті, щоб поквитатися з колишніми ворогами. Крім того, що дівчині знову доведеться згадати всі свої бойові навички і лицем до лиця зіткнутися з супротивниками, які, до речі кажучи, будуть дуже здивовані побачити її живою і неушкодженою, на ній буде лежати ще одна важлива місія — врятувати місто від вибуху. Чи зуміє вона і цього разу впоратися з нелегкою роботою?

## У ролях
- Кессарін Ектаваткул (Нуї Кетсарін)
- Жаклін Апітананон
- Прапімпорн Карнчанда
- Ліббі Брайан
- Саїто Кано
- Петі Тонгчуер
- Сарунью Вонгкрачанг